# Tito García
Tito García (Pablo García González, Salamanca, 17 de agosto de 1931 -  Madrid, 6 de mayo de 2003) fue un actor español.

## Biografía
Torero en su juventud, tras vivir en Gijón se instala en Madrid y es convencido, de forma casual, para interpretar un papel secundario en la película Pelusa.
Decide entonces dedicarse por completo a la interpretación y se convierte en uno de los actores secundarios de mayor presencia en el cine español durante las siguientes tres décadas.
Su aspecto físico corpulento marca en cierta medida su carrera y lo lleva a interpretar en muchas ocasiones papeles de villano, sobre todo en las decenas de spaghetti western en los que aparece durante la década de los sesenta.
Durante la última etapa de su carrera redujo su actividad cinematográfica en beneficio de la televisión, interviniendo en series como Crónicas de un pueblo (1971), El pícaro (1974), El hotel de las mil y una estrellas (1978-1979), Escrito en América (1979), Los gozos y las sombras (1982), Proceso a Mariana Pineda (1984) y apariciones esporádicas en Médico de familia (1995) Periodistas (1998) y Cuéntame cómo pasó (2002).

## Filmografía parcial
- Pelusa (1960)
- Bello recuerdo (1961)
- Hombres y mujeres de blanco (1962)
- Bienvenido, padre Murray (1964)
- Relevo para un pistolero (1964)
- El salvaje Kurdistán (1965)
- No somos de piedra (1968)
- El tesoro del capitán (1970)
- El oro de nadie (1971)
- La cabina (1972)
- Ninguno de los tres se llamaba Trinidad (1973)
- Dick Turpin (1974)
- El colegio de la muerte (1975)
- El Puente (1976)
- El retorno del hombre lobo (1981)
- El robobo de la jojoya (1991)